# Backseat of Your Cadillac
A Backseat Of Your Cadillac a német-holland származású C.C.Catch első kimásolt kislemeze a Big Fun című albumról. Az album eladásai alapján platina helyezést ért el. A dalból videóklip is készült, valamint slágerlistás helyezést is elért.

## Tracklista
12" Maxi
Német kiadás (Hansa 611 700)
1. "Back Seat Of Your Cadillac" - 5:20
2. "Back Seat Of Your Cadillac" (Radio Mix) - 3:20
3. "Back Seat Of Your Cadillac" (Instrumental Mix) - 3:15

CD Mini kislemez
Japán kiadás (Hansa R10D-114)
1. "Back Seat Of Your Cadillac" (Vocal Version) - 3:26
2. "Back Seat Of Your Cadillac" (Instrumental Mix) - 3:20

## Slágerlista
| Slágerlista (1988) | Legmagasabb helyezés |
| ------------------ | -------------------- |
| Németország        | 10                   |
| Spanyolország      | 6                    |

## Külső hivatkozások
- Videóklip HD minőségben[6]
- Dalszöveg[7]